# Maisey-le-Duc
 Maisey-le-Duc  là một xã thuộc tỉnh Côte-d’Or trong vùng Bourgogne-Franche-Comté miền đông nước Pháp.